# Jeannette Baljeu
Jeannette Nicole Baljeu (ur. 7 sierpnia 1967 w Den Helder) – holenderska polityczka, urzędniczka i działaczka samorządowa, posłanka do Parlamentu Europejskiego X kadencji.

## Życiorys
Kształciła się w zakresie prawa i ekonomii w Hogeschool Rotterdam. Ukończyła studia ekonomiczne na Uniwersytecie Erazma w Rotterdamie. Zaangażowała się w działalność polityczną w ramach Partii Ludowej na rzecz Wolności i Demokracji. Przez kilkanaście lat pracowała jako urzędniczka w ministerstwie gospodarki, zajmowała stanowiska doradcy i specjalisty.
W 2002 została radną okręgu Kralingen-Crooswijk, w latach 2005–2006 była członkinią zarządu gminy Hoek van Holland. W 2006 weszła w skład rady miejskiej w Rotterdamie, dołączyła następnie do władz wykonawczych jako wethouder do spraw transportu i zastępczyni burmistrza. W 2009 razem z Markiem Harbersem zrezygnowała ze stanowiska, krytykując dalsze zatrudnianie islamskiego teologa Tariqa Ramadana na stanowisku doradcy do spraw integracji. W latach 2007–2009 była wiceprzewodniczącą Partii Europejskich Liberałów, Demokratów i Reformatorów. W kolejnej kadencji samorządu (2010–2014) ponownie pełniła funkcję wethoudera (odpowiadając za port, transport i gospodarkę regionalną). Do 2015 zasiadała w radzie miejskiej, pełniła w niej funkcję przewodniczącej frakcji VVD. W 2017 została członkinią władz wykonawczych (Gedeputeerde Staten) prowincji Holandia Południowa.
W wyborach europejskich w 2024 uzyskała mandat posłanki do Parlamentu Europejskiego X kadencji.